# Tathorhynchus troberti
Tathorhynchus troberti là một loài bướm đêm trong họ Erebidae.